# دونگی موشیچ
دونگی موشیچ (به صربی: Donji Mušić) یک منطقهٔ مسکونی در صربستان است که در میونیتسا واقع شده‌است.